# Сальтимбокка
Сальтимбо́кка (итал. saltimbocca! — букв. «прыгни в рот!») — блюдо римской кухни. Сальтимбокка представляет собой тонкий шницель из телятины с ломтиком прошутто и шалфеем. Также вместо телятины иногда используют свинину или куриное мясо. Мясо маринуется в вине или солёной воде в зависимости от региона и личных предпочтений.
Для приготовления наиболее популярного варианта — сальтимбокки по-римски (итал. saltimbocca alla Romana) — тонкий пласт телятины отбивают, сверху кладут ломтик прошутто (пармской ветчины) и листья шалфея. В некоторых рецептах сальтимбокку сворачивают так, что ветчина находится в середине. Далее шницель обжаривается в масле и доводится до готовности с марсалой.